# AVC Challenge Cup for Women 2024
AVC Challenge Cup for Women 2024 là AVC Challenge Cup for Women lần thứ năm, do Liên đoàn Bóng chuyền Châu Á (AVC) cùng với Liên đoàn Bóng chuyền Philippines (PNVF) tổ chức. Giải đấu này được tổ chức tại Khu liên hợp thể thao tưởng niệm Rizal ở Manila, Philippines từ ngày 22 đến 29 tháng 5 năm 2024. Đội vô địch giải đấu sẽ giành quyền tham dự FIVB Challenge Cup for Women 2024 được tổ chức tại Philippines.
Việt Nam đã giành chức vô địch lần thứ hai liên tiếp sau khi đánh bại Kazakhstan trong trận chung kết với tỉ số 3–0. Chủ nhà Philippines thắng Úc trong trận tranh hạng ba và giành huy chương đồng. Nguyễn Thị Bích Tuyền là vận động viên xuất sắc nhất giải đấu.

## Lựa chọn chủ nhà
Philippines đã nộp hồ sơ xin đăng cai giải đấu vào tháng 12 năm 2023.

## Vòng loại
Theo quy định của AVC, có tối đa 12 đội được tham dự giải đấu được lựa chọn như sau:
- 1 đội chủ nhà
- 1 đội đương kim vô địch giải đấu trước (2023)
- 5 đội xếp hạng cao nhất giải đấu trước
- 5 đội được xét dựa trên bảng xếp hạng thế giới của FIVB

| Quốc gia          | Khu vực | Cách vượt qua vòng loại    | Ngày vượt qua vòng loại | Những lần tham dự trước | Những lần tham dự trước | Những lần tham dự trước | Thành tích tốt nhất |
| Quốc gia          | Khu vực | Cách vượt qua vòng loại    | Ngày vượt qua vòng loại | Tổng số lần             | Lần đầu                 | Lần cuối                | Thành tích tốt nhất |
| ----------------- | ------- | -------------------------- | ----------------------- | ----------------------- | ----------------------- | ----------------------- | ------------------- |
| Philippines       | SEAVA   | Chủ nhà                    | Tháng 4 năm 2024        | 1                       | 2023                    | 2023                    | Hạng 7 (2023)       |
| Việt Nam          | SEAVA   | Đương kim vô địch          | 23 tháng 6 năm 2023     | 1                       | 2023                    | 2023                    | Vô địch (2023)      |
| Indonesia         | SEAVA   | Á quân Cúp Thách thức 2023 | 23 tháng 6 năm 2023     | 1                       | 2023                    | 2023                    | Á quân (2023)       |
| Đài Bắc Trung Hoa | EAZVA   | Hạng 3 Cúp Thách thức 2023 | 23 tháng 6 năm 2023     | 1                       | 2023                    | 2023                    | Hạng 3 (2023)       |
| Ấn Độ             | CAVA    | Hạng 4 Cúp Thách thức 2023 | 23 tháng 6 năm 2023     | 2                       | 2022                    | 2023                    | Á quân (2022)       |
| Iran              | CAVA    | Hạng 5 Cúp Thách thức 2023 | 24 tháng 6 năm 2023     | 1                       | 2023                    | 2023                    | Hạng 5 (2023)       |
| Úc                | OZVA    | Hạng 6 Cúp Thách thức 2023 | 24 tháng 6 năm 2023     | 1                       | 2023                    | 2023                    | Hạng 6 (2023)       |
| Kazakhstan        | CAVA    | Các đội tham gia bổ sung   | 3 tháng 5 năm 2024      | 0                       | Không có                | Không có                | Không có            |
| Hồng Kông         | EAZVA   | Các đội tham gia bổ sung   | 3 tháng 5 năm 2024      | 2                       | 2022                    | 2023                    | Vô địch (2022)      |
| Singapore         | SEAVA   | Các đội tham gia bổ sung   | 3 tháng 5 năm 2024      | 1                       | 2022                    | 2022                    | Hạng 5 (2022)       |

 Trung Quốc,  Nhật Bản,  Hàn Quốc,  Thái Lan là đội tham dự FIVB Volleyball Women's Nations League 2024 nên không được tham dự giải đấu này.

## Địa điểm
| Tất cả trận đấu (trừ trận tranh hạng 9)                                                           | Trận tranh hạng 9   |
| Manila, Philippines                                                                               | Manila, Philippines |
| ------------------------------------------------------------------------------------------------- | ------------------- |
| Khu liên hợp thể thao tưởng niệm Rizal (Đấu trường tưởng niệm Rizal và Sân vận động Ninoy Aquino) |                     |
| Sức chứa: 6,100                                                                                   | Sức chứa: 6,000     |
|                                                                                                   |                     |

## Các bảng đấu
Lễ bốc thăm chia bảng diễn ra vào ngày 3 tháng 5 năm 2024.
| Bảng A                | Bảng B         |
| --------------------- | -------------- |
| Philippines (Chủ nhà) | Việt Nam (1)   |
| Đài Bắc Trung Hoa (3) | Indonesia (2)  |
| Ấn Độ (4)             | Kazakhstan (–) |
| Iran (5)              | Singapore (–)  |
| Úc (6)                | Hồng Kông (–)  |

## Tiêu chí xếp hạng vòng bảng
1. Số trận thắng
2. Nếu các đội có số trận thắng bằng nhau, áp dụng tiebreaker thứ nhất: Xếp hạng các đội theo số điểm thu được trong các trận đấu:
  - Trận có tỉ số 3–0 hoặc 3–1: Đội thắng được 3 điểm, đội thua không có điểm
  - Trận có tỉ số 3–2: Đội thắng được 2 điểm, đội thua được 1 điểm
  - Trận đấu bị xử thua: Đội thắng được 3 điểm, đội bị xử thua không có điểm (0–25, 0–25, 0–25)
3. Nếu các đội có cùng số trận thắng và cùng số điểm, AVC sẽ xác định thứ hạng theo trình tự sau:
  - Tỉ số hiệp: nếu hai hoặc nhiều đội bằng điểm, các đội sẽ được xếp hạng theo tỉ số giữa số hiệp thắng và số hiệp thua.
  - Tỉ số quả: nếu có tỉ số hiệp bằng nhau, các đội sẽ được xếp hạng theo tỉ số giữa tổng số quả thắng và tổng số quả thua trong tất cả các hiệp.
  - Nếu 2 đội có tỉ số quả bằng nhau, đội thắng trong trận đấu vòng bảng giữa hai đội xếp trên. Nếu có 3 đội trở lên có tỉ số quả bằng nhau, các đội được xếp hạng dựa trên các trận đấu giữa các đội này.

## Đội hình
Danh sách đầy đủ đội hình của các đội tham dự có trong bản tin hàng ngày của giải đấu.

## Vòng bảng
- Tất cả thời gian theo Giờ chuẩn Philippines (UTC+08:00).

### Bảng A
|  | Đội vào vòng bán kết       |
|  | Đội vào vòng phân hạng 5–8 |
|  | Đội vào trận tranh hạng 9  |

|      |                   | Trận đấu | Trận đấu | Điểm | Set | Set | Set   | Điểm | Điểm | Điểm  |
| Hạng | Đội               | T        | B        | Điểm | T   | B   | Tỉ lệ | T    | B    | Tỉ lệ |
| ---- | ----------------- | -------- | -------- | ---- | --- | --- | ----- | ---- | ---- | ----- |
| 1    | Philippines       | 4        | 0        | 12   | 12  | 2   | 6.000 | 344  | 258  | 1.333 |
| 2    | Úc                | 3        | 1        | 9    | 10  | 6   | 1.667 | 385  | 369  | 1.043 |
| 3    | Ấn Độ             | 2        | 2        | 6    | 8   | 6   | 1.333 | 323  | 305  | 1.059 |
| 4    | Iran              | 1        | 3        | 3    | 4   | 10  | 0.400 | 310  | 347  | 0.893 |
| 5    | Đài Bắc Trung Hoa | 0        | 4        | 0    | 2   | 12  | 0.167 | 267  | 350  | 0.763 |

Nguồn: 2024 AVC Challenge Cup - Women
| Ngày       | Thời gian |                   | Điểm |                   | Set 1 | Set 2 | Set 3 | Set 4 | Set 5 | Tổng    | Nguồn   |
| ---------- | --------- | ----------------- | ---- | ----------------- | ----- | ----- | ----- | ----- | ----- | ------- | ------- |
| 22 tháng 5 | 13:00     | Ấn Độ             | 3–0  | Iran              | 25–17 | 25–23 | 25–21 |       |       | 75–61   | Báo cáo |
| 22 tháng 5 | 19:00     | Úc                | 3–1  | Đài Bắc Trung Hoa | 23–25 | 25–15 | 25–19 | 25–18 |       | 98–77   | Báo cáo |
| 23 tháng 5 | 13:00     | Đài Bắc Trung Hoa | 0–3  | Ấn Độ             | 19–25 | 13–25 | 16–25 |       |       | 48–75   | Báo cáo |
| 23 tháng 5 | 19:00     | Philippines       | 3–1  | Úc                | 22–25 | 25–19 | 25–16 | 25–21 |       | 97–81   | Báo cáo |
| 24 tháng 5 | 10:00     | Iran              | 3–1  | Đài Bắc Trung Hoa | 24–26 | 25–20 | 25–18 | 28–26 |       | 102–90  | Báo cáo |
| 24 tháng 5 | 19:00     | Ấn Độ             | 1–3  | Philippines       | 25–22 | 21–25 | 17–25 | 18–25 |       | 81–97   | Báo cáo |
| 25 tháng 5 | 16:00     | Úc                | 3–1  | Ấn Độ             | 26–24 | 25–16 | 19–25 | 29–27 |       | 99–92   | Báo cáo |
| 25 tháng 5 | 19:00     | Philippines       | 3–0  | Iran              | 25–16 | 25–13 | 25–15 |       |       | 75–44   | Báo cáo |
| 26 tháng 5 | 16:00     | Iran              | 1–3  | Úc                | 24–26 | 23–25 | 27–25 | 29–31 |       | 103–107 | Báo cáo |
| 26 tháng 5 | 19:00     | Đài Bắc Trung Hoa | 0–3  | Philippines       | 13–25 | 21–25 | 18–25 |       |       | 52–75   | Báo cáo |

### Bảng B
|      |            | Trận đấu | Trận đấu | Điểm | Set | Set | Set   | Điểm | Điểm | Điểm  |
| Hạng | Đội        | T        | B        | Điểm | T   | B   | Tỉ lệ | T    | B    | Tỉ lệ |
| ---- | ---------- | -------- | -------- | ---- | --- | --- | ----- | ---- | ---- | ----- |
| 1    | Việt Nam   | 4        | 0        | 12   | 12  | 2   | 6.000 | 343  | 244  | 1.406 |
| 2    | Kazakhstan | 3        | 1        | 9    | 10  | 3   | 3.333 | 306  | 221  | 1.385 |
| 3    | Hồng Kông  | 2        | 2        | 6    | 6   | 6   | 1.000 | 236  | 253  | 0.933 |
| 4    | Indonesia  | 1        | 3        | 3    | 4   | 9   | 0.444 | 264  | 292  | 0.904 |
| 5    | Singapore  | 0        | 4        | 0    | 0   | 12  | 0.000 | 165  | 304  | 0.543 |

Nguồn: 2024 AVC Challenge Cup - Women
| Ngày       | Thời gian |            | Điểm |            | Set 1 | Set 2 | Set 3 | Set 4 | Set 5 | Tổng   | Nguồn   |
| ---------- | --------- | ---------- | ---- | ---------- | ----- | ----- | ----- | ----- | ----- | ------ | ------- |
| 22 tháng 5 | 10:00     | Singapore  | 0–3  | Kazakhstan | 15–25 | 9–25  | 17–25 |       |       | 41–75  | Báo cáo |
| 22 tháng 5 | 16:00     | Hồng Kông  | 0–3  | Việt Nam   | 13–25 | 17–25 | 16–25 |       |       | 46–75  | Báo cáo |
| 23 tháng 5 | 10:00     | Indonesia  | 0–3  | Hồng Kông  | 22–25 | 24–26 | 19–25 |       |       | 65–76  | Báo cáo |
| 23 tháng 5 | 16:00     | Việt Nam   | 3–0  | Singapore  | 25–8  | 29–27 | 25–10 |       |       | 79–45  | Báo cáo |
| 24 tháng 5 | 13:00     | Kazakhstan | 1–3  | Việt Nam   | 14–25 | 19–25 | 25–14 | 23–25 |       | 81–89  | Báo cáo |
| 24 tháng 5 | 16:00     | Singapore  | 0–3  | Indonesia  | 14–25 | 13–25 | 14–25 |       |       | 41–75  | Báo cáo |
| 25 tháng 5 | 10:00     | Hồng Kông  | 3–0  | Singapore  | 25–14 | 25–12 | 25–12 |       |       | 75–38  | Báo cáo |
| 25 tháng 5 | 13:00     | Indonesia  | 0–3  | Kazakhstan | 17–25 | 13–25 | 22–25 |       |       | 52–75  | Báo cáo |
| 26 tháng 5 | 10:00     | Việt Nam   | 3–1  | Indonesia  | 25–17 | 25–15 | 25–27 | 25–13 |       | 100–72 | Báo cáo |
| 26 tháng 5 | 13:00     | Kazakhstan | 3–0  | Hồng Kông  | 25–17 | 25–18 | 25–4  |       |       | 75–39  | Báo cáo |

## Vòng loại trực tiếp
- Tất cả thời gian theo Giờ chuẩn Philippines (UTC+08:00).

### Tranh hạng 9
| Ngày       | Thời gian |                   | Điểm |           | Set 1 | Set 2 | Set 3 | Set 4 | Set 5 | Tổng  | Nguồn   |
| ---------- | --------- | ----------------- | ---- | --------- | ----- | ----- | ----- | ----- | ----- | ----- | ------- |
| 28 tháng 5 | 13:00     | Đài Bắc Trung Hoa | 3–0  | Singapore | 27–25 | 25–10 | 25–10 |       |       | 77–45 | Báo cáo |

### Hạng 5–8
|  | Phân hạng 5–8 | Phân hạng 5–8 |              |   | Tranh hạng 5 | Tranh hạng 5 |
|  |               |               |              |   |              |              |
|  | 28 tháng 5    |               |              |   |              |              |
|  |               |               |              |   |              |              |
|  | Ấn Độ         | 3             |              |   |              |              |
|  | Ấn Độ         | 3             | 29 tháng 5   |   |              |              |
|  | Indonesia     | 1             |              |   |              |              |
|  | Indonesia     | 1             | Ấn Độ        | 3 |              |              |
|  | 28 tháng 5    |               | Ấn Độ        | 3 |              |              |
|  |               | Iran          | 0            |   |              |              |
|  | Hồng Kông     | Iran          | 0            | 1 |              |              |
|  | Hồng Kông     |               |              | 1 |              |              |
|  | Iran          | 3             |              |   |              |              |
|  | Iran          | 3             | Tranh hạng 7 |   |              |              |
|  |               |               |              |   |              |              |
|  | 29 tháng 5    |               |              |   |              |              |
|  |               |               |              |   |              |              |
|  | Indonesia     | 3             |              |   |              |              |
|  | Indonesia     | 3             |              |   |              |              |
|  | Hồng Kông     | 0             |              |   |              |              |

#### Phân hạng 5–8
| Ngày       | Thời gian |           | Điểm |           | Set 1 | Set 2 | Set 3 | Set 4 | Set 5 | Tổng   | Nguồn   |
| ---------- | --------- | --------- | ---- | --------- | ----- | ----- | ----- | ----- | ----- | ------ | ------- |
| 28 tháng 5 | 10:00     | Ấn Độ     | 3–1  | Indonesia | 25–16 | 30–32 | 25–20 | 27–25 |       | 107–93 | Báo cáo |
| 28 tháng 5 | 13:00     | Hồng Kông | 1–3  | Iran      | 24–26 | 24–26 | 25–19 | 19–25 |       | 92–96  | Báo cáo |

#### Tranh hạng 7
| Ngày       | Thời gian |           | Điểm |           | Set 1 | Set 2 | Set 3 | Set 4 | Set 5 | Tổng  | Nguồn   |
| ---------- | --------- | --------- | ---- | --------- | ----- | ----- | ----- | ----- | ----- | ----- | ------- |
| 29 tháng 5 | 10:00     | Indonesia | 3–0  | Hồng Kông | 25–15 | 25–19 | 25–20 |       |       | 75–54 | Báo cáo |

#### Tranh hạng 5
| Ngày       | Thời gian |       | Điểm |      | Set 1 | Set 2 | Set 3 | Set 4 | Set 5 | Tổng  | Nguồn   |
| ---------- | --------- | ----- | ---- | ---- | ----- | ----- | ----- | ----- | ----- | ----- | ------- |
| 29 tháng 5 | 13:00     | Ấn Độ | 3–0  | Iran | 25–17 | 25–16 | 25–11 |       |       | 75–44 | Báo cáo |

### 4 đội mạnh nhất
|  | Bán kết     | Bán kết  |              |   | Chung kết | Chung kết |
|  |             |          |              |   |           |           |
|  | 28 tháng 5  |          |              |   |           |           |
|  |             |          |              |   |           |           |
|  | Philippines | 0        |              |   |           |           |
|  | Philippines | 0        | 29 tháng 5   |   |           |           |
|  | Kazakhstan  | 3        |              |   |           |           |
|  | Kazakhstan  | 3        | Kazakhstan   | 0 |           |           |
|  | 28 tháng 5  |          | Kazakhstan   | 0 |           |           |
|  |             | Việt Nam | 3            |   |           |           |
|  | Việt Nam    | Việt Nam | 3            | 3 |           |           |
|  | Việt Nam    |          |              | 3 |           |           |
|  | Úc          | 0        |              |   |           |           |
|  | Úc          | 0        | Tranh hạng 3 |   |           |           |
|  |             |          |              |   |           |           |
|  | 29 tháng 5  |          |              |   |           |           |
|  |             |          |              |   |           |           |
|  | Philippines | 3        |              |   |           |           |
|  | Philippines | 3        |              |   |           |           |
|  | Úc          | 0        |              |   |           |           |

#### Bán kết
| Ngày       | Thời gian |             | Điểm |            | Set 1 | Set 2 | Set 3 | Set 4 | Set 5 | Tổng  | Nguồn   |
| ---------- | --------- | ----------- | ---- | ---------- | ----- | ----- | ----- | ----- | ----- | ----- | ------- |
| 28 tháng 5 | 16:00     | Việt Nam    | 3–0  | Úc         | 25–21 | 25–19 | 25–16 |       |       | 75–56 | Báo cáo |
| 28 tháng 5 | 19:00     | Philippines | 0–3  | Kazakhstan | 23–25 | 21–25 | 14–25 |       |       | 58–75 | Báo cáo |

#### Tranh hạng 3
| Ngày       | Thời gian |             | Điểm |    | Set 1 | Set 2 | Set 3 | Set 4 | Set 5 | Tổng  | Nguồn   |
| ---------- | --------- | ----------- | ---- | -- | ----- | ----- | ----- | ----- | ----- | ----- | ------- |
| 29 tháng 5 | 16:00     | Philippines | 3–0  | Úc | 25–23 | 25–15 | 25–7  |       |       | 75–45 | Báo cáo |

#### Chung kết
| Ngày       | Thời gian |            | Điểm |          | Set 1 | Set 2 | Set 3 | Set 4 | Set 5 | Tổng  | Nguồn   |
| ---------- | --------- | ---------- | ---- | -------- | ----- | ----- | ----- | ----- | ----- | ----- | ------- |
| 29 tháng 5 | 19:00     | Kazakhstan | 0–3  | Việt Nam | 20–25 | 22–25 | 22–25 |       |       | 64–75 | Báo cáo |

## Bảng xếp hạng chung cuộc
| Hạng | Đội               |
| ---- | ----------------- |
| 1    | Việt Nam          |
| 2    | Kazakhstan        |
| 3    | Philippines       |
| 4    | Úc                |
| 5    | Ấn Độ             |
| 6    | Iran              |
| 7    | Indonesia         |
| 8    | Hồng Kông         |
| 9    | Đài Bắc Trung Hoa |
| 10   | Singapore         |

|  | Giành quyền tham dự FIVB Challenger Cup 2024                     |
|  | Giành quyền tham dự FIVB Challenger Cup 2024 với tư cách chủ nhà |

| Đội vô địch 2024 Asian Challenge Cup |
| ------------------------------------ |
| · Việt Nam · Lần thứ 2               |

| Đội hình 14 người |
| Nguyễn Thị Trà My, Trần Thị Thanh Thúy (c), Lê Thị Yến, Lê Thanh Thúy, Nguyễn Thị Bích Tuyền, Hoàng Thị Kiều Trinh, Nguyễn Khánh Đang, Võ Thị Kim Thoa, Nguyễn Thị Trinh, Vi Thị Như Quỳnh, Phạm Thị Hiền, Đoàn Thị Lâm Oanh, Trần Tú Linh, Đinh Thị Trà Giang |
| Huấn luyện viên trưởng |
| Nguyễn Tuấn Kiệt |

## Giải thưởng
- Vận động viên xuất sắc nhất
 Nguyễn Thị Bích Tuyền (VIE)
- Chuyền hai xuất sắc nhất
 Jia De Guzman (PHI)
- Chủ công xuất sắc nhất
 Caitlin Tipping (AUS)
 Sana Anarkulova (KAZ)
- Phụ công xuất sắc nhất
 Lê Thanh Thúy (VIE)
 Yuliya Yakimova (KAZ)
- Đối chuyền xuất sắc nhất
 Angel Canino (PHI)
- Libero xuất sắc nhất
 Nguyễn Khánh Đang (VIE)